# Кхмерська Вікіпедія
Кхмерська Вікіпедія (кхмер. វិគីភីឌាភាសាខ្មែរ) — розділ Вікіпедії кхмерською мовою. Створена у 2005 році. Кхмерська Вікіпедія станом на 28 березня 2025 року містить 11 317 статей, 45 477 зареєстрованих користувачів, 65 активних дописувачів, 2 адміністраторів
. Загальна кількість сторінок в кхмерській Вікіпедії — 36 049, редагувань — 317 420, завантажених файлів — 808
. Глибина (рівень розвитку мовного розділу) кхмерської Вікіпедії середня і становить 42.1 пунктів
. 

## Історія
- Липень 2007 — створена 100-та стаття[2].
- Травень 2008 — створена 1 000-на стаття[2].
- Листопад 2008 — створена 2 000-на стаття[3].